# 氟代脱氧葡萄糖
氟代脱氧葡萄糖（英语：Fluorodeoxyglucose (18F)）全称2-氟-2-脱氧-D-葡萄糖，简称为18F-FDG或FDG，是2-脱氧葡萄糖的氟代衍生物。
FDG最常用于正电子发射断层扫描（PET）等医学成像设备。通过能发射正电子的氟-18标记FDG中的氟成为18F-FDG，注射入人体后就可通过PET扫描仪构建出反映其体内分布情况的图像。通过这些图像，放射科医师就可以通过追溯脱氧葡萄糖的分布以作出各种诊断。

## 历史
二十世纪70年代，美国布鲁克海文国家实验室（Brookhaven National Laboratory）的日本學者井戶達雄（井戸 達雄）首先完成了18F-FDG的合成。1976年8月，宾夕法尼亚大学的Abass Alavi首次将这种化合物施用于两名正常的人类志愿者的身上。并采用普通核素扫描仪（非PET扫描仪）所获得了脑部图像，表明了FDG在脑部的富集。

## 作用机理与代谢命运
作为一种葡萄糖类似物，FDG将为如脑、肾脏以及癌细胞等葡萄糖高利用率细胞所摄取。在此类细胞内，磷酸化过程会阻止葡萄糖以原有的完整形式从细胞之中释放出来。葡萄糖之中的2位氧乃是后续糖酵解所必需的；因而，FDG与2-脱氧-D-葡萄糖相同，在细胞内无法继续代谢；这样，在放射性衰变之前，所形成的FDG-6-磷酸将不会发生糖酵解。结果，18F-FDG 的分布情况就会很好地反映体内细胞对葡萄糖的摄取和磷酸化的分布情况。
在FDG发生衰变之前，FDG的代谢分解或利用会因为其分子之中2'位上的氟而受到抑制。不过，FDG发生放射性衰变之后，其中的氟将转变为18O；而且，在从环境当中获取一个H+之后，FDG的衰变产物就变成了葡萄糖-6-磷酸，而其2'位上的标记则变为无害的非放射性“氧-18”（heavy oxygen，oxygen-18）；这样，该衰变产物通常就可以按照普通葡萄糖的方式进行代谢。

## 临床应用

正常葡萄糖分子的化学结构式

在PET成像方面，18F-FDG可用于评估心脏、肺臟 以及脑部的葡萄糖代谢状况。同时，18F-FDG还在肿瘤学方面用于肿瘤成像。在被细胞摄取之后，18F-FDG将由己糖激酶（在快速生长型恶性肿瘤之中，线粒体型己糖激酶含量显著升高）, 加以磷酸化，并为代谢活跃的组织所滞留，如大多数类型的恶性肿瘤。因此，FDG-PET可用于癌症的诊断、分期和治疗监测，尤其是对于霍奇金氏病、非霍奇金氏淋巴瘤、结直肠癌、乳腺癌、黑色素瘤以及肺癌。另外，FDG-PET还已经用于阿茲海默症的诊断。
在旨在查找肿瘤或转移性疾病的体部扫描应用当中，通常是将一剂通常为5至10毫居里，或者说200至400兆贝克勒的FDG溶液迅速注射到正在向病人静脉之中滴注生理盐水的管路当中。此前，病人已经持续禁食至少6小时，且血糖水平适当较低。在给予FDG之后，病人必须等候大约1个小时，以便FDG在体内充分分布，为那些利用葡萄糖的器官和组织所摄取；在此期间，病人必须尽可能减少身体活动，以便尽量减少肌肉对于这种放射性葡萄糖的摄取（当我们所感兴趣的器官位于身体内部之时，这种摄取会造成不必要的伪影。接着，就会将病人置于PET扫描仪当中，进行一次或多次一系列的扫描；这些扫描可能要花费20分钟直至1个小时的时间每次PET检查，往往只会对大约体长的四分之一进行成像。

## 生产与配送手段

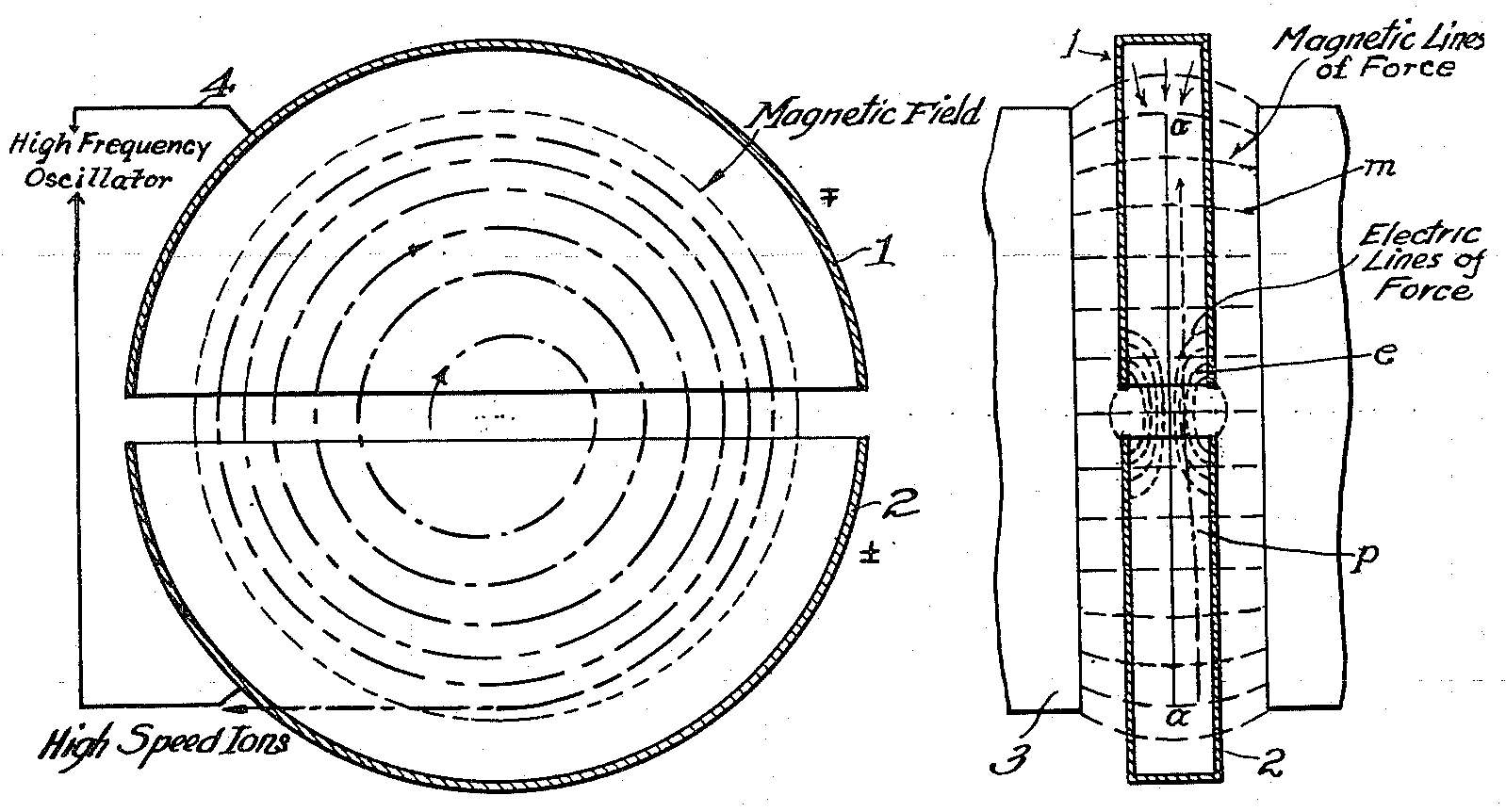
1934年欧内斯特·劳伦斯专利之中的回旋加速器原理图

医用回旋加速器（medical cyclotron）之中用于产生18F的高能粒子轰击条件会破坏像脱氧葡萄糖或葡萄糖之类的有机物分子，因此必须首先在回旋加速器之中制备出氟化物形式的放射性18F。这可以通过采用氘核轰击氖-20来完成；但在通常情况下，18F的制备是这样完成的：采用质子轰击富18O水（18O-enriched water，重氧水），导致18O之中发生(p,n)核反应（中子脱出，或者说散裂（spallation）），从而产生出具有放射性核素标记的氢氟酸（hydrofluoric acid，HF）形式的18F。接着，将这种不断快速衰变的18F −（18-氟化物，18-fluoride）收集起来，并立即在“热室（hot cell）（放射性同位素化学制备室）”之中，借助于一系列自动的化学反应（亲核取代反应或亲电取代反应），将其连接到脱氧葡萄糖之上。之后，采取尽可能最快的方式，将经过放射性核素标记的FDG化合物（18F的衰变限定其半衰期仅为109.8分钟）迅速运送到使用地点。为了将PET扫描检查项目的地区覆盖范围拓展到那些距离生产这种放射性同位素标记化合物的回旋加速器数百公里之遥的医学分子影像中心，其中可能还会使用飞机空运服务。
最近，用于制备FDG，备有自屏蔽及便携式化学工作站的现场式回旋加速器，已经伴随PET扫描仪落户到了偏远医院。这种技术在未来具有一定的前景，有望避免因为要将FDG从生产地点运送到使用地点而造成的忙乱。

## 品質保证

### 常规性品質检验
- 澄明度
- pH值
- 滞留系数
- 放射化学纯度
- 活度
- 除菌滤器完整性检测

### 追溯性品質检验
- 无菌试验
- 内毒素检测
- K2.2.2含量检测
- 乙醇含量检测
- 乙腈含量检测

## 延伸阅读
- （英文）Fowler JS, Ido T. . Semin Nucl Med. 2002, 32 (1): 6–12. PMID 11839070. doi:10.1053/snuc.2002.29270.
- （英文）GE Health page on FDG[].
- （英文）The Conception of FDG-PET Imaging. Abass Alavi and Martin Reivich. （页面存档备份，存于）